# Менглет, Алексей Леонидович
Алексей Леонидович Менглет (род. 1956, Москва) — австралийский актёр советского происхождения. Выступал под именем Алекс Менглет (англ. Alex Menglet).

## Биография
Родился в 1956 году в Москве в семье актёров Леонида Моисеевича Сатановского и Майи Георгиевны Менглет. Дальние предки по матери имели французское происхождение.
Дебютировал в 14 лет в советском кинофильме «Мальчики». В 1978 году окончил ГИТИС (мастерская А. Гончарова) и в том же году эмигрировал в ФРГ, позже в Австралию, где с 1982 года продолжил сниматься на телевидении и в кино.
В 2005 году исполнил роль Рагено в пьесе «Сирано де Бержерак», которая была поставлена режиссёром Саймоном Филлипсом в Мельбурне. В 2021 году снялся в триллере «Подъём» (англ. Ascendant) в роли российского оперативника по имени Ярослав.

## Фильмография

### Советский период
| Год  |    | Название                       | Роль                          |
| ---- | -- | ------------------------------ | ----------------------------- |
| 1971 | ф  | Мальчики                       | Гошка Вяземский               |
| 1972 | ф  | Ура! У нас каникулы!           | Джон, школьник из Англии      |
| 1973 | тф | Былое и думы (фильм-спектакль) | Николай Огарёв в детстве      |
| 1973 | с  | Старая крепость                | Котька Григоренко (4-5 серии) |

### В эмиграции
| Год       |   | Русское название           | Оригинальное название              | Роль                                 |
| --------- | - | -------------------------- | ---------------------------------- | ------------------------------------ |
| 1986      | ф | Небесные пираты            | Sky Pirates                        | Салливан                             |
| 1989      | с | Миссия невыполнима         | Mission: Impossible                | лейтенант Удо (эпизод «War Games»)   |
| 1996      | ф | Дети революции             | Children of the Revolution         | Юрий Николаев                        |
| 2001      | ф | Он умер с фалафелем в руке | He Died with a Felafel in His Hand | Тейлор                               |
| 2008      | с | Отдел убийств              | City Homicide                      | Уолтер Панков (эпизод «Jury Duty»)   |
| 2014—2015 | с | Уэнтуорт                   | Wentworth                          | Иван (Айвен) Фергюсон, отец Джоан    |
| 2016      | с | Охотники                   | Hunters                            | Хэйги (эпизод «Kissing the Machine») |
| 2021      | ф | Подъём                     | Ascendant                          | Ярослав                              |